# 趙植
趙 植（ちょう しょく、1108年 - ?）は、北宋の徽宗の第12皇子（夭逝を除いて第10皇子）。

## 経歴
婉容嬪王氏（後に懿粛貴妃となった）の長男として大観2年（1108年）6月に生まれた。同母姉に恵淑帝姫・康淑帝姫、同母妹に柔福帝姫・賢福帝姫がいる。
同年9月、呉国公の位を授けられた。政和3年（1113年）正月、太保の官職を授けられた。宣和4年（1122年）2月12日、信都郡王を再授された。同年12月、莘王を加授された。
靖康の変後、金に連行され、五国城に定住した。以後の動静は不明であるが、『三朝北盟会編』（1162年完成）によると、同書の頃まで金で健在であったという。

## 家族
- 正室：厳善 - 金で洗衣院に入れられ、金の天会13年（1135年）に釈放された。
- 側室：褚紅雲 - 金で完顔宗憲の側室となった。
- 男子：一郎、胡郎
- 2人の女子

いずれも金に連行された。
- 男子：趙成定 - 金で天会8年（1132年）に生まれた。

## 伝記資料
- 『靖康稗史箋證』
- 『宋会要輯稿』
- 『三朝北盟会編』
- 『皇子植特授依前検校、太保、安遠軍節度使、開府儀同三司、進封信都郡王加食邑食実封制』宣和四年二月十二日冠礼